# Clifford D. Simak
Clifford Donald Simak (* 3. August 1904 in Millville, Wisconsin, USA; † 25. April 1988 in Minneapolis, Minnesota, USA) war ein US-amerikanischer Journalist und Science-Fiction-Autor böhmischer Abstammung. Simak gilt als einer der „Großen Meister“ der Science Fiction und ist durch zahlreiche Preise innerhalb des Genres geehrt worden.

## Leben
Die Eltern von Clifford Donald Simak waren John Lewis und Margaret (geb. Wiseman) Simak, böhmische Einwanderer. Simak arbeitete als Lehrer und heiratete 1929 Agnes Kuchenberg. Er blieb mit ihr bis zu ihrem Tode 1985 verheiratet und hatte zwei Kinder aus dieser Ehe.
Ebenfalls im Jahr 1929 wechselte Simak seinen Beruf. Der vormalige Lehrer studierte Journalismus an der University of Wisconsin, schloss das Studium nicht ab und arbeitete fortan für verschiedene Zeitungen des Mittelwestens. Von 1939 bis zu seiner Pensionierung im Jahre 1976 arbeitete Simak beim Minneapolis Star und der  Minneapolis Tribune (heute Star Tribune). Unter anderem betreute er die Wissenschaftsbeilage. Für seine hervorragende Arbeit im Dienst der Wissenschaft wurde ihm 1967 der Minnesota Academy of Science Award verliehen.
Simak starb 1988 im Alter von 83 Jahren und ist auf dem Lakewood Cemetery in Minneapolis bestattet.

## Leistungen
Simaks erste Science Fiction Kurzgeschichte The World of the Red Sun erschien in Hugo Gernsbacks Wonder Stories. Bis 1938 schrieb Simak nur vereinzelt Science Fiction. Das änderte sich, als er im selben Jahr von Gernsback zu John W. Campbell wechselte. Dort schrieb er einige Kurzgeschichten, die gesammelt als City-Zyklus 1952 in Buchform (City; dt. Als es noch Menschen gab, 1964) erschienen. Diesen Zyklus vollendete Simak im Jahr 1973 mit der Kurzgeschichte Epilog. Simaks aktivste Zeit liegt in den 1960er Jahren. In dieser Zeit verfasste er acht Romane und eine große Anzahl Kurzgeschichten. Den Anfang machte der Roman Time is the simplest Thing (dt. Die unsichtbare Barriere). Die in Galaxy erschienene Kurzgeschichte Here Gather the Stars erschien als Roman unter dem Titel Way Station (dt. Raumstation auf der Erde) im Jahr 1963 und gilt Kritikern wie Fans als einer der besten Romane Simaks überhaupt. Weitere in diese Zeit fallende Romane sind unter anderem Why call them back from Heaven (dt. Geschäft mit der Ewigkeit) und The Goblin Reservation (dt. Kolonie der Kobolde, 1969). 
Mit der 1980 in Analog erschienenen Geschichte Grotto of the Dancing Deer (dt. Grotte des tanzenden Wildes), bewies Simak, dass er noch nicht zum "Alten Eisen" gehörte.
Simaks Geschichten und Romane handeln meist von „einfachen“ Leuten, Farmern oder Kleinstädtern, die unvermutet in Situationen geraten, die zunächst nicht zu überschauen sind. Oft stoßen diese Leute Türen auf, Türen in andere Dimensionen oder Zeiten. Simaks Romane und Kurzgeschichten zeichnen sich durch Humanität und feinsinnigen Humor aus. Bei Clifford Simaks Geschichten steht nicht die Technik im Vordergrund, auch wenn es viele Roboter und andere genretypische Vehikel wie Dimensionstore gibt. 
Im Jahr 1973 wurde Clifford Simak mit dem First Fandom Hall of Fame Award ausgezeichnet und seine Novelle The Big Front Yard in die Science Fiction Hall of Fame Volume 2B (Anthologie von Ben Bova) aufgenommen. Weitere Auszeichnungen für sein Lebenswerk folgten, 1976 erhielt Simak den Nebula Grand Master Award der Science Fiction Writers of America für sein Lebenswerk und im Jahr 1987 den Bram Stoker Award, ebenfalls für sein Lebenswerk. Clifford Donald Simak starb am 25. April 1988 in einem Krankenhaus in Minneapolis. Nach ihm wurde 2003 der Asteroid (228883) Cliffsimak benannt.
Brian W. Aldiss charakterisiert Simak in seinem Buch Der Milliarden Jahre Traum so: „Clifford Simak hat eine besondere Stellung in der Science Fiction inne als lebende Verkörperung anti-urbaner Werte und einer Art Freiluft-Mittelwesten-Anständigkeit“.

## Auszeichnungen
- 1953: International Fantasy Award für die Sammlung City (deutsch Als es noch Menschen gab)
- 1959: Hugo Award für die Erzählung The Big Front Yard (deutsch Das Tor zur anderen Welt)
- 1964: Hugo Award für den Roman Waystation (deutsch Raumstation auf der Erde)
- 1973: First Fandom Hall of Fame Award
- 1977: SFWA Grand Master Award für das Lebenswerk
- 1978: Jupiter Award für den Roman A Heritage of Stars
- 1981: Hugo Award, Nebula Award, Analog Award, Locus Award für die Erzählung Grotto Of The Dancing Deer (deutsch Grotte des tanzenden Wildes)
- 1987: Bram Stoker Award für das Lebenswerk
- 2014: Retro Hugo Award 1938 für die Erzählung Rule 18

## Bibliografie
Sind bei den Originalausgaben zwei Erscheinungsjahre angegeben, so ist das erste das des Erstdrucks und das zweite das der Erstausgabe (als Buch).
Wird bei Kurzgeschichten als Quelle nur Titel und Jahr angegeben, so findet sich die vollständige Angabe unter Sammlungen.

### Serien
City (Kurzgeschichten)
- City (1944)
  - Deutsch: Die Stadt. In: Als es noch Menschen gab. 1964.
- Huddling Place (1944)
  - Deutsch: Das Haus. In: Als es noch Menschen gab. 1964. Auch als: Zuflucht. In: Robert Silverberg, Wolfgang Jeschke (Hrsg.): Titan 9. Heyne Science Fiction & Fantasy #3614, 1978, ISBN 3-453-30522-1.
- Census (1944)
  - Deutsch: Census. In: Als es noch Menschen gab. 1964.
- Desertion (1944)
  - Deutsch: Flucht. 1952. Auch als: Die Flucht. In: Als es noch Menschen gab. 1964.
- Paradise (1946)
  - Deutsch: Das Paradies. In: Als es noch Menschen gab. 1964.
- Hobbies (1946)
  - Deutsch: Zeitvertreib. In: Als es noch Menschen gab. 1964.
- Aesop (1947)
  - Deutsch: Äsop. In: Als es noch Menschen gab. 1964.
- The Simple Way (1951, auch als The Trouble with Ants)
  - Deutsch: Die bösen Ameisen. In: Bert Koeppen (Hrsg.): Utopia-Magazin 20. Pabel, 1958. Auch als: Die Lösung. In: Als es noch Menschen gab. 1964.
- City (1952, Sammlung)
  - Deutsch: City. 1958. Auch als: Als es noch Menschen gab. Goldmann (Goldmanns Zukunftsromane #56), 1964.

Mr. Meek (Kurzgeschichten)
- Mr. Meek—Musketeer (1944)
- Mr. Meek Plays Polo (1944)

### Romane
- Cosmic Engineers (1939, 1950)
  - Deutsch: Ingenieure des Kosmos. Pabel (Utopia Kriminal #25) 1957.
- Empire (1951)
  - Deutsch: Empire. Pabel (Utopia Grossband #97) 1959.
- Time and Again (1951, auch als Time Quarry, 1950, und als First He Died)
  - Deutsch: Tod aus der Zukunft. Übersetzt von Heinz Zwack. Widukind Utopia-Spitzenklasse, 1961. Auch als Moewig (Terra #325), 1964. Auch als: Tod aus der Zukunft. Übersetzt von Gisela Stege. Pabel (Terra Taschenbuch #238), 1974.
- Ring Around the Sun (1952, 1953)
  - Deutsch: Ring um die Sonne. Übersetzt von Heinz Zwack. Widukind Utopia-Spitzenklasse, 1962. Auch als: Schlüssel zur anderen Welt. Moewig (Terra #329), 1964.
- The Fisherman (1961, auch als Time Is the Simplest Thing)
  - Deutsch: Die unsichtbare Barriere. Übersetzt von Tony Westermayr. Goldmann (Goldmanns Zukunftsromane #31), 1962.
- They Walked Like Men (1962)
  - Deutsch: Planet zu verkaufen. Moewig (Terra Taschenbuch #113), 1966.
- Way Station (1963, auch als Here Gather the Stars)
  - Deutsch: Raumstation auf der Erde. Übersetzt von Tony Westermayr. Goldmann (Goldmanns Zukunftsromane #032), 1964.
- All Flesh Is Grass (1965)
  - Deutsch: Blumen aus einer anderen Welt. Goldmann (Goldmanns Zukunftsromane #69), 1966.
- The Werewolf Principle (1967)
  - Deutsch: Mann aus der Retorte. Übersetzt von Wulf H. Bergner. Heyne Science Fiction & Fantasy #3126, 1968.
- Why Call Them Back from Heaven? (1967)
  - Deutsch: Geschäfte mit der Ewigkeit. Moewig (Terra Taschenbuch #133), 1968.
- The Goblin Reservation (1968)
  - Deutsch: Die Kolonie der Kobolde. Übersetzt von Birgit Ress-Bohusch. Heyne Science Fiction & Fantasy #3161, 1969.
- Out of Their Minds (1970)
  - Deutsch: Verteufelte Welt. Übersetzt von Birgit Ress-Bohusch. Heyne Science Fiction & Fantasy #3247, 1971.
- Destiny Doll (1971, auch als Reality Doll)
  - Deutsch: Welt der Puppen. Übersetzt von Walter Brumm. Heyne Science Fiction & Fantasy #3386, 1974, ISBN 3-453-30263-X.
- A Choice of Gods (1972)
  - Deutsch: Die letzte Idylle. Übersetzt von Birgit Ress-Bohush. Heyne Science Fiction & Fantasy #3370, 1973, ISBN 3-453-30247-8.
- Cemetery World (1972, 1973)
  - Deutsch: Heimat Erde : Science-fiction-Roman. Übersetzt von Horst Pukallus. Heyne Science Fiction & Fantasy #3510, 1976, ISBN 3-453-30400-4.
- Our Children’s Children (1973, 1974)
  - Deutsch: Gefahr aus der Zukunft. Übersetzt von Dolf Strasser. Ullstein 2000 Science Fiction #31007, 1979, ISBN 3-548-31007-9.
- Enchanted Pilgrimage (1975)
  - Deutsch: Marc Cornwalls Pilgerfahrt. Übersetzt von Otto Martin. Heyne Science Fiction & Fantasy #3525, 1977, ISBN 3-453-30391-1.
- Shakespeare’s Planet (1976)
  - Deutsch: Shakespeares Planet. Übersetzt von Tony Westermayr. Goldmann Science Fiction #23273, 1978, ISBN 3-442-23273-2.
- A Heritage to Stars (1977)
  - Deutsch: Ein Erbe der Sterne. Übersetzt von Stephen G. Morse. Heyne Science Fiction & Fantasy #3726, 1980, ISBN 3-453-30630-9.
- Mastodonia (1978, auch als Catface, 1979)
  - Deutsch: Mastodonia. Übersetzt von Klaus Boer. Droemer Knaur (Knaur Science Fiction & Fantasy #5748), 1982, ISBN 3-426-05748-4.
- The Fellowship of the Talisman (1978)
  - Deutsch: Die Bruderschaft vom Talisman. Übersetzt von Jürgen Saupe. Goldmann Science Fiction #23330, 1979, ISBN 3-442-23330-5.
- The Visitors (1979, 1980)
  - Deutsch: Fremde Besucher. Übersetzt von Ulrich Kiesow. Droemer Knaur (Knaur Science Fiction & Fantasy #5759), 1983, ISBN 3-426-05759-X.
- Project Pope (1981)
  - Deutsch: Unternehmen Papst. Übersetzt von Ulrich Kiesow. Hohenheim, Köln-Lövenich 1983, ISBN 3-8147-0036-8.
- Special Deliverance (1982)
  - Deutsch: Poker um die Zukunft. Übersetzt von Ulrich Kiesow. Droemer Knaur (Knaur Science Fiction & Fantasy #5768), 1983, ISBN 3-426-05768-9.
- Where the Evil Dwells (1982)
  - Deutsch: Im Land der Drachen. Übersetzt von Ulrich Kiesow. Droemer Knaur (Knaur Science Fiction & Fantasy #5783), 1984, ISBN 3-426-05783-2.
- Highway of Eternity (1986)

### Sammlungen
- Strangers in the Universe (1956)
- The Worlds of Clifford Simak (1960)
  - Deutsch: Das Tor zur anderen Welt. Goldmann (Goldmanns Zukunftsromane #20), 1961.
- Aliens for Neighbours (1961)
- All the Traps of Earth and Other Stories (1962)
  - Deutsch: Der einsame Roboter. Goldmann (Goldmanns Zukunftsromane #36), 1962.
- Other Worlds of Clifford Simak (1962)
- The Night of the Puudly (1964)
- Worlds Without End (1964)
  - Deutsch: Die Gilde der Träumer. Moewig (Terra Nova #28), 1968.
- Best Science Fiction Stories of Clifford D. Simak (1967)
- Nacht über dem Mars und andere Stories [German] (1967)
- So Bright the Vision (1968)
  - Deutsch: Die Kristallkäfer. Moewig (Terra Astra #17), 1971.
- The Best of Clifford D. Simak (1975)
- Skirmish: The Great Short Fiction of Clifford D.Simak (1977)
  - Deutsch: Invasionen. Goldmann Science Fiction #23310, 1979, ISBN 3-442-23310-0.
- Escarmouche [French] (1979)
- Brother and Other Stories (1986)
- The Marathon Photograph and Other Stories (1986)
- Off-Planet (1988)
- The Autumn Land and Other Stories (1990)
- Immigrant and Other Stories (1991)
- The Creator and Other Stories (1993)
- Over the River and Through the Woods (1996)
- The Civilisation Game and Other Stories (1997)
- Impossible Things: Four Classic Tales (2010)
- Hellhounds of the Cosmos and Other Tales from the Fourth Dimension (2011)

The Complete Short Fiction of Clifford D. Simak
- 1 I Am Crying All Inside and Other Stories (2015) [C]
- 2 The Big Front Yard and Other Stories (2015) [C]
- 3 The Ghost of a Model T and Other Stories (2015) [C]
- 4 Grotto of the Dancing Deer and Other Stories (2016) [C]
- 5 No Life of Their Own and Other Stories (2016) [C]
- 6 New Folks’ Home and Other Stories (2016) [C]
- 7 A Death in the House and Other Stories (2016) [C]
- 8 Good Night, Mr. James and Other Stories (2016) [C]
- 9 Earth for Inspiration and Other Stories (2016) [C]
- 10 The Shipshape Miracle and Other Stories (2017) [C]
- 11 Dusty Zebra and Other Stories (2017) [C]
- 12 The Thing in the Stone and Other Stories (2017) [C]

The Stories of Clifford D. Simak
- 1 Eternity Lost (2005) [C]
- 2 Physician to the Universe (2006) [C]

Anthologien
- Nebula Award Stories 6 (1971)
  - Deutsch: Der Bonsai-Mensch und andere »Nebula«-Preis-Stories. Moewig (Playboy Science Fiction #6725), 1982, ISBN 3-8118-6725-3.
- The Country Beyond the Curve / Empire (2015, mit Walt Sheldon)

### Kurzgeschichten
- The World of the Red Sun (1931)
- Mutiny on Mercury (1932)
- The Voice in the Void (1932)
- Hellhounds of the Cosmos (1932)
- The Asteroid of Gold (1932)
- The Creator (1935)
- Rule 18 (1938)
- Hunger Death (1938)
- Reunion on Ganymede (1938)
- The Loot of Time (1938)
- Madness from Mars (1939)
- Hermit of Mars (1939)
- The Space-Beasts (1940)
- Rim of the Deep (1940)
  - Deutsch: Am Rand der Tiefsee. In: Sam Moskowitz (Hrsg.): Die Gesichter der Zukunft. Pabel (Terra Taschenbuch #220), 1973.
- Clerical Error (1940)
- Sunspot Purge (1940)
- Masquerade (1941, auch als Operation Mercury)
- Earth for Inspiration (1941)
- Spaceship in a Flask (1941)
- The Lost Street (1941, mit Carl Jacobi, auch als The Street That Wasn’t There)
- Tools (1942)
- Shadow of Life (1943)
- Hunch (1943)
- Infiltration (1943)
- Message From Mars (1943)
- A Hero Must Not Die (1943)
- Guns on Guadalcanal (1943)
- Green Flight, Out! (1943)
- Ogre (1944)
  - Deutsch: Musik von den Sternen. In: Donald A. Wollheim (Hrsg.): Auf fernen Planeten. Moewig (Terra #344), 1964. Auch als: Falsche Töne. In: Science-Fiction-Stories 26. Ullstein 2000 #47 (2967), 1973, ISBN 3-548-02967-1.
- Lobby (1944)
- Cactus Colts (1944)
- Trail City’s Hot-Lead Crusaders (1944)
- The Gravestone Rebels Ride by Night! (1944)
- The Reformation of Hangman’s Gulch (1944)
- War Is Personal (1945)
- Way for the Hangtown Rebel! (1945)
- Good Nesters Are Dead Nesters! (1945)
- The Hangnoose Army Rides to Town! (1945)
- Barb Wire Brings Bullets! (1945)
- The Gunsmoke Drummer Sells a War (1946)
- No More Hides and Tallow (1946)
- When It’s Hangnoose Time in Hell (1946)
- Eternity Lost (1949)
- Limiting Factor (1949)
  - Deutsch: An der Grenze. In: Peter Naujack (Hrsg.): Roboter. Diogenes, 1962.
- The Call from Beyond (1950)
  - Deutsch: Flaschen-Geist. In: Science-Fiction-Stories 45. Ullstein 2000 #85 (3109), 1975, ISBN 3-548-03109-9.
- Seven Came Back (1950, auch als Mirage)
  - Deutsch: Nacht über dem Mars. In: Nacht über dem Mars und andere Stories. 1967.
- Skirmish (1950, auch als Bathe Your Bearings in Blood! und als Skirmish)
  - Deutsch: Vorpostengefecht. In: Nacht über dem Mars und andere Stories. 1967. Auch als: Invasionen. In: Invasionen. 1979.
- Second Childhood (1951)
  - Deutsch: Kampf gegen die Unsterblichkeit. In: H. W. Mommers, A. D. Krauß (Hrsg.): 9 Science Fiction-Stories. Heyne (Heyne-Anthologien #30), 1969.
- Good Night, Mr. James (1951, auch als The Night of the Puudly und als The Duplicate Man)
  - Deutsch: Der Doppelgänger. In: Der einsame Roboter. 1962.
- Beachhead (1951, auch als You’ll Never Go Home Again)
- Courtesy (1951)
- The Fence (1952)
- Gunsmoke Interlude (1952)
- Contraption (1953)
- ... And the Truth Shall Make You Free (1953, auch als The Answers)
  - Deutsch: Die große Wahrheit. In: Ivan Howard (Hrsg.): Der Mensch und das Universum und andere Stories. Moewig (Terra #551), 1968.
- Retrograde Evolution (1953)
- Junkyard (1953)
  - Deutsch: Die Gedanken-Falle. In: Walter Spiegl (Hrsg.): Science-Fiction-Stories 66. Ullstein 2000 #127 (3323), 1977, ISBN 3-548-03323-7. Auch als: Die Raumschiff-Falle. In: Lothar Heinecke (Hrsg.): Galaxis Science Fiction, #12. Moewig, 1959.
- Kindergarten (1953)
  - Deutsch: Geschenke von den Sternen. In: Walter Ernsting (Hrsg.): Galaxy 5. Heyne Science Fiction & Fantasy, 1966.
- Target Generation (1953, auch als Spacebred Generations)
- The Questing of Foster Adams (1953)
- Worrywart (1953)
- Shadow Show (1953)
- Immigrant (1954)
  - Deutsch: Eldorado der Milchstraße. In: Helmuth W. Mommers, Arnulf D. Krauß (Hrsg.): 7 Science Fiction-Stories. Heyne (Heyne-Anthologien #20), 1966. Auch als: Der Einwanderer. In: Brian W. Aldiss, Wolfgang Jeschke (Hrsg.): Titan 19. Heyne Science Fiction & Fantasy #3949, 1983, ISBN 3-453-30879-4.
- Neighbor (1954)
- Green Thumb (1954)
- Dusty Zebra (1954)
- Idiot’s Crusade (1954)
- How-2 (1954)
  - Deutsch: Albert, der Roboter. In: Walter Ernsting, Thomas Schlück (Hrsg.): Galaxy 12. Heyne Science Fiction & Fantasy #3138, 1969.
- Project Mastodon (1955)
  - Deutsch: Projekt Mastodon. In: Der einsame Roboter. 1962.
- Full Cycle (1955)
  - Deutsch: Die fliegenden Camps. In: Die Gilde der Träumer. 1968.
- The Spaceman’s Van Gogh (1956)
- Drop Dead (1956)
  - Deutsch: Die Viecher. In: Walter Ernsting (Hrsg.): Galaxy 6. Heyne Science Fiction & Fantasy #3077, 1966. Auch als: Die Mehrzweck-Tiere. In: Robert Silverberg (Hrsg.): Menschen und andere Ungeheuer. Heyne Science Fiction & Fantasy #3378, 1974, ISBN 3-453-30255-9.
- Honorable Opponent (1956)
  - Deutsch: Schachspiel der Welten. In: Das Tor zur anderen Welt. 1961.
- So Bright the Vision (1956)
  - Deutsch: Helfer der Menschheit. In: Die Kristallkäfer. 1971.
- Galactic Chest (1956)
  - Deutsch: Brieffreund von den Sternen. In: Die Kristallkäfer. 1971.
- Jackpot (1956)
- Worlds Without End (1956)
  - Deutsch: Die Gilde der Träumer. In: Die Gilde der Träumer. 1968.
- Operation Stinky (1957)
  - Deutsch: Mein Freund Stinky. In: Das Tor zur anderen Welt. 1961.
- Founding Father (1957)
  - Deutsch: Stammvater. In: Lothar Heinecke (Hrsg.): Galaxis Science Fiction, #9. Moewig, 1958.
- Lulu (1957)
  - Deutsch: Das romantische Raumschiff. In: Das Tor zur anderen Welt. 1961.
- Shadow World (1957)
  - Deutsch: Die Schattenwelt. In: Groff Conklin (Hrsg.): Unirdische Visionen. Moewig (Terra Taschenbuch #171), 1970. Auch als: Live von Stella IV. In: Walter Spiegl (Hrsg.): Science-Fiction-Stories 40. Ullstein 2000 #75 (3072), 1974, ISBN 3-548-03072-6.
- Death Scene (1957)
- Carbon Copy (1957)
  - Deutsch: Die Spiegelwelt. In: Das Tor zur anderen Welt. 1961.
- Nine Lives (1957)
- The World That Couldn’t Be (1958, auch als The Planet That Couldn’t Be, 2017)
- Leg. Forst. (1958)
- The Sitters (1958)
- The Money Tree (1958)
- The Big Front Yard (1958)
  - Deutsch: Das Tor zur anderen Welt. Übersetzt von Tony Westermayr. In: Das Tor zur anderen Welt. 1961. Auch als: Der große Vorgarten. Übersetzt von Uwe Anton. In: Isaac Asimov (Hrsg.): Das Forschungsteam. Heyne (Bibliothek der Science Fiction Literatur #13), 1982, ISBN 3-453-30804-2. Auch als: Ein großer Vorgarten. Übersetzt von Uwe Anton. In: Wolfgang Jeschke, Ben Bova (Hrsg.): Titan 12. Heyne Science Fiction & Fantasy #3669, 1979, ISBN 3-453-30586-8. Auch als: Der große Vorgarten. Übersetzt von Tony Westermayr. In: Hans Joachim Alpers, Werner Fuchs (Hrsg.): Die Fünfziger Jahre II. Hohenheim (Edition SF im Hohenheim Verlag), 1982, ISBN 3-8147-0019-8.
- The Civilization Game (1958)
- Installment Plan (1959)
  - Deutsch: Der letzte Raumflug. In: Der einsame Roboter. 1962.
- No Life of Their Own (1959)
- A Death in the House (1959)
  - Deutsch: Das Ding von den Sternen. In: Walter Ernsting (Hrsg.): Galaxy 9. Heyne Science Fiction & Fantasy #3103, 1967.
- Final Gentleman (1960)
- Crying Jag (1960)
  - Deutsch: Der Sorgenbrecher. In: Der einsame Roboter. 1962.
- All the Traps of Earth (1960)
  - Deutsch: Der einsame Roboter. In: Der einsame Roboter. 1962.
- Gleaners (1960)
- Condition of Employment (1960)
  - Deutsch: Der verschuldete Planet. In: Der einsame Roboter. 1962.
- The Golden Bugs (1960)
  - Deutsch: Die Kristallkäfer. In: Die Kristallkäfer. 1971.
- The Trouble with Tycho (1960)
  - Deutsch: Der Mond-Prospektor. Moewig (Terra #269), 1963.
- Shotgun Cure (1961)
  - Deutsch: Unternehmen Kelly. In: Charlotte Winheller (Hrsg.): Das letzte Element. Heyne Allgemeine Reihe #224, 1963.
- Horrible Example (1961)
- The Shipshape Miracle (1963)
- Day of Truce (1963)
- Physician to the Universe (1963)
  - Deutsch: Ärzte des Universums. In: Nacht über dem Mars und andere Stories. 1967.
- New Folks’ Home (1963)
- Over the River and Through the Woods (1965)
  - Deutsch: Über den Fluß und durch die Wälder. In: Science-Fiction-Stories 60. Ullstein 2000 #115 (3250), 1976, ISBN 3-548-03250-8.
- Small Deer (1965)
  - Deutsch: Schlachtfest. In: Walter Ernsting (Hrsg.): Galaxy 8. Heyne Science Fiction & Fantasy #3093, 1967.
- Buckets of Diamonds (1969)
- I Am Crying All Inside (1969)
- The Thing in the Stone (1970)
  - Deutsch: Das Ding im Stein. In: Science-Fiction-Stories 48. Ullstein 2000 #91 (3139), 1975, ISBN 3-548-03139-0. Auch als: Das Wesen im Fels. In: Invasionen. 1979.
- The Autumn Land (1971)
  - Deutsch: Ewiger Herbst. In: Invasionen. 1979.
- To Walk a City’s Street (1972)
  - Deutsch: Der Heiler. In: Donald A. Wollheim (Hrsg.): Der Zeitläufer. Pabel (Terra Taschenbuch #258), 1975.
- The Observer (1972)
- Univac: 2200 (1973)
- Construction Shack (1973)
  - Deutsch: Konstruktion mit kleinen Fehlern. In: Herbert W. Franke (Hrsg.): Science Fiction Story Reader 4. Heyne Science Fiction & Fantasy #3451, 1975, ISBN 3-453-30344-X.
- The Marathon Photograph (1974)
- The Birch Clump Cylinder (1974)
- Senior Citizen (1975)
  - Deutsch: Altersheim. In: Manfred Kluge (Hrsg.): Wegweiser ins Nirgendwo. Heyne Science Fiction & Fantasy #3502, 1976, ISBN 3-453-30392-X.
- The Ghost of a Model T (1975)
  - Deutsch: Reise in die Vergangenheit. In: Invasionen. 1979.
- Unsilent Spring (1976, mit Richard S. Simak)
- Auk House (1977)
- Brother (1977)
- Party Line (1978)
- Byte Your Tongue! (1980)
  - Deutsch: Computerträume. In: Peter Wilfert (Hrsg.): Tor zu den Sternen. Goldmann Science Fiction #23400, 1981, ISBN 3-442-23400-X.
- Grotto of the Dancing Deer (1980)
  - Deutsch: Grotte des tanzenden Wildes. In: Werner Fuchs (Hrsg.): Grotte des tanzenden Wildes. Droemer Knaur (Knaur Science Fiction & Fantasy #5754), 1982, ISBN 3-426-05754-9.
- The Whistling Well (1980)
- I Had No Head and My Eyes Were Floating Way Up in the Air (2015)

### Sachliteratur
- The Solar System, Our New Front Yard (1962)
- Trilobite, Dinosaur and Man: The Earth’s Story (1966)
- Wonder and Glory: The Story of the Universe (1969)
- Prehistoric Man (1971)